# Хоглан, Джин
Юджин (Джин) Виктор Хоглан II (род. 31 августа 1967) — американский барабанщик. Он также играет на гитаре, хотя не участвовал в качестве гитариста в записях каких-либо альбомов (исключение — несколько риффов в альбомах группы Dark Angel Leave Scars и Time Does Not Heal, и соло в композиции группы «Silent Scream» из альбома From the Darkest Depths of Imagination). Игра Хоглана отличается своей разнообразностью, сложностью, насыщенностью барабанных партий и использованием необычных предметов в качестве перкуссии. Его высокотехничная игра невероятно точна практически в любом темпе, из-за чего он заслужил прозвище The Atomic Clock («Атомные часы»). Джин Хоглан занял 42 место в списке 100 величайших барабанщиков рока по версии сайта DigitalDreamDoor.com, а также 17 место в списке «66 лучших хард-рок/метал-барабанщиков всех времён» по версии американского издания Loudwire.

## Биография
У Хоглана появилась своя первая барабанная установка в 13 лет и он полный самоучка. В 1984 году он начал свою музыкальную карьеру как светотехник в составе техперсонала американской трэш-метал-группы Slayer, где он также проверял звук во время концертов. В это время он играл в группе War God с Мишель Меллдрум. В конце этого года его пригласили играть в группу Dark Angel на постоянной основе (и он также стал главным сочинителем лирики в последующих трёх альбомах). Большая слава и известность пришла к нему, когда он записал 2 альбома с группой Death (Individual Thought Patterns в 1993 и Symbolic в 1995), лидер которой, Чак Шульдинер, вёл её во всё более прогрессивный и технически сложный сплав дэт-метала и прогрессивного метала.
Впоследствии, Хоглан записал альбом Demonic с трэш-метал-группой Testament и познакомился с канадским мульти-инструменталистом Девином Таунсендом, одним из своих впоследствии самых близких друзей, с которым записал несколько альбомов, как в составе Strapping Young Lad, так и в сольном проекте Таунсенда. Хоглан также был частью дэт-метал-группы лидера Strapping Young Lad, гитариста Джеда Саймона Tenet с 2003 по 2007 год. Они расстались без каких-либо скандалов и неприятностей, и вскоре место Хоглана занял ударник Эдриан Эрландссон.
Хоглан несколько раз заменял барабанщика группы Opeth Мартина Лопеса на концертах (и один раз в клипе) из-за проблем последнего со здоровьем.
Хоглан также играл во многих группах в качестве сессионного музыканта. Он записал альбомы с норвежской блек-метал-группой Old Man's Child и датскими дэт-металлистами Daemon. Дэт-метал-группа Nile также просила Хоглана записать с ними их альбом In Their Darkened Shrines, но тот ответил отказом, порекомендовав им взамен Тони Лауреано. Спустя некоторое время, Nile, расставшись с Лауреано, снова попытались пригласить Джина, однако и в этот раз (вместе с Дереком Родди) он отклонил предложение, заметив, что Nile «не в его музыкальном вкусе» и познакомил их с греческим барабанщиком Георгом Коллиасом, который и был позже взят в группу. С этих пор Джин и Георг — хорошие друзья и оба очень уважаемые и солидные барабанщики в металлическом сообществе.
Хоглан работал с Брендоном Смоллом над альбомом вымышленной дэт-метал-группы Dethklok, который называется Dethalbum. Джин записал барабаны, в то время как создатель мультфильма Брэндон работал над вокальными, гитарными и басовыми партиями.
Работал с группой Unearth, как временный гастрольный барабанщик, а на постоянной основе играл в проекте Pitch Black Forecast вместе с вокалистом Mushroomhead Джейсоном Попсоном.
В 2009 году Джин вошёл в обновлённый состав Fear Factory, заменив Раймонда Харреру.
С 2011 по 2022 годы являлся постоянным членом группы Testament, с которой записал три альбома — Dark Roots of Earth, Brotherhood of the Snake и Titans of Creation.

## Дискография
(Джин Хоглан играет на барабанах, иначе отмечено)
- 1983 — Slayer — Show No Mercy (бэк-вокал в песне Evil Has No Boundaries)
- 1986 — Dark Angel — Darkness Descends
- 1989 — Dark Angel — Leave Scars
- 1989 — Dark Angel — Live Scars
- 1991 — Dark Angel — Time Does Not Heal
- 1992 — Dark Angel — Decade of Chaos (сборник лучших песен)
- 1992 — Silent Scream — From the Darkest Depths of the Imagination (микширование, выпуск)
- 1993 — Death — Individual Thought Patterns
- 1995 — Death — Symbolic
- 1995 — Naphobia — Of Hell (в качестве гостя)
- 1997 — Strapping Young Lad — City
- 1997 — Testament — Demonic
- 1998 — Old Man's Child — Ill-Natured Spiritual Invasion
- 1998 — Strapping Young Lad — No Sleep Till Bedtime (концерт)
- 1998 — Devin Townsend — Infinity
- 1998 — Devin Townsend — Christeen plus 4 Demos (EP)
- 1999 — The Almighty Punchdrunk — Music for Them Asses
- 2000 — Cranium — Speed Metal Satan (в роли инженера)
- 2000 — Devin Townsend — Physicist
- 2001 — Devin Townsend — Terria
- 2001 — Just Cause — Finger It Out
- 2001 — Frygirl — Someone Please Kill Me (на конгах)
- 2002 — Daemon — Eye for an Eye
- 2003 — Strapping Young Lad — Strapping Young Lad
- 2003 — Tenet — Sovereign [демо]
- 2004 — Strapping Young Lad — For Those Aboot to Rock (DVD)
- 2005 — Strapping Young Lad — Alien
- 2005 — Opeth — играл на барабанах на видео The Grand Conjuration, песне из альбома Ghost Reveries
- 2005 — Ani Kyd — Evil Needs Candy Too
- 2006 — Strapping Young Lad — The New Black
- 2007 — Meldrum — Blowin' Up the Machine (в качестве гостя)
- 2007 — Dethklok — The Dethalbum
- 2008 — Zimmers Hole — When You Were Shouting at the Devil... We Were in League with Satan
- 2009 — Dethklok — The Dethalbum II
- 2009 — Mechanism — Inspired Horrific
- 2010 — Fear Factory — Mechanize
- 2012 — Testament — The Dark Roots of Earth
- 2012 — Dethklok — The Dethalbum III
- 2016 — Testament — Brotherhood of the Snake
- 2020 — Testament — Titans of Creation